# Valentina Jojlova
Valentina Jojlova (10 de febrero de 1949) es una deportista soviética que compitió en remo como timonel. Ganó cuatro medallas en el Campeonato Mundial de Remo entre los años 1983 y 1987.

## Palmarés internacional
| Campeonato Mundial | Campeonato Mundial       | Campeonato Mundial | Campeonato Mundial |
| Año                | Lugar                    | Medalla            | Prueba             |
| ------------------ | ------------------------ | ------------------ | ------------------ |
| 1983               | Duisburgo (RFA)          | Medalla de oro     | Ocho con timonel   |
| 1985               | Malinas (Bélgica)        | Medalla de oro     | Ocho con timonel   |
| 1986               | Nottingham (Reino Unido) | Medalla de oro     | Ocho con timonel   |
| 1987               | Copenhague (Dinamarca)   | Medalla de bronce  | Ocho con timonel   |